# Kuschorskaja
Kuschorskaja (russisch Кужорская) ist ein Dorf (staniza) in Südrussland. Es gehört zur Republik Adygeja und hat 3573 Einwohner (Stand 2019). Im Ort gibt es 66 Straßen. Das Dorf wurde 1861 gegründet. Die Stanitsa liegt 28 Straßenkilometer nordöstlich von Tulski (dem Verwaltungszentrum des Bezirks). Trjochretschny ist der nächstgelegene ländliche Ort.